# Alfréd Příbram
Alfréd Příbram (11. května 1841 Praha – 14. dubna 1912 Praha) byl internista narozený v Praze v Rakouském císařství. Byl bratrem chemika Richarda Příbrama (1847–1928). Jeho synem byl internista Hugo Příbram (1881–1943).

## Životopis
Vystudoval medicínu na Univerzitě Karlově, v roce 1861 získal doktorát jako praktický lékař a v následujícím roce jako chirurg. V letech 1867–1871 působil jako asistent Antona von Jaksche (1810–1887) na druhé lékařské klinice v Praze. V roce 1871 se stal docentem a v roce 1887 byl jmenován řádným profesorem speciální patologie a terapie na Univerzitě Karlově. Mezi jeho známější studenty patřil lékař Eduard Bloch (1872–1945).
Příbram je znám svým rozsáhlým výzkumem artritidy, tyfu a tyfínie (recidivující horečky).

## Vybrané publikace
- Studien über Febris Recurrens, (Studie o recidivující horečce); s Josefem Robitschekem, 1868
- Studien über Cholera (Studie o choleře), 1869
- Studien über die Zuckerlose Harnruhr (Studie o diabetes insipidus), 1870
- Ueber die Sterblichkeit in Prag (O úmrtnosti v Praze), 1873
- Ueber die Verbreitungsweise des Abdominal und Flecktyphus (O šíření břišního a skvrnitého tyfu), 1880
- Die Neurasthenie und ihre Behandlung (Neurastenie a její léčba), 1889
- Ueber den Unterricht in der Innern Medizin an der Universität in Prag in der Letzten Hälfte des Jahrhunderts etc., 1899
- Der acute Gelenkrumatismus (Akutní revmatismus kloubů), 1899
- Grundzüge der Therapie (Hlavní rysy terapie), 1907